# Mary Jo Buttafuoco
Mary Jo Buttafuoco, född 15 maj 1955, är en amerikansk författare och motivationstalare. 1992 sköts hon i ansiktet av sin mans älskare, Amy Fisher. 

## Skjutningen
Den 19 maj 1992 sköts Buttafuoco i ansiktet av Amy Fisher, som vid den tiden hade en affär med Buttafuocos dåvarande make Joey. Fisher hade kommit till Buttafuocos hus för att konfrontera Buttafuoco om Joey, med vilken hon hade haft ett sexuellt förhållande med sedan juli 1991, efter att Fisher lämnat in sin bil på Buttafuocos bilverkstad i Baldwin, Nassau County, New York. När Mary Jo öppnade dörren, poserade Fisher som sin egen (fiktiva) syster Ann Marie, och visade som bevis på affären upp en T-shirt som Joey hade gett henne med verkstadens logotyp på. Konfrontationen på verandan eskalerade, och när Mary Jo krävde att Fisher skulle gå därifrån och sedan vände sig för att gå in i huset och ringa Joey, sköt Fisher henne i ansiktet med en halvautomatisk pistol på 0,25 kaliber. När Mary Jo återvände medvetandet, identifierade hon Fisher som sin anfallare. Buttafuoco blev döv på ena örat och ansiktet blev delvis förlamat. 

## Efterspel
Fisher dömdes till fem till 15 års fängelse. Hon tjänade i åtta år och beviljades prövning i maj 1999. Joey Buttafuoco erkände sig senare skyldig till lagstadgad våldtäkt och avtjänade fyra månader i fängelse. Buttafuoco och hennes man flyttade senare till södra Kalifornien. Hon förblev defensivt lojal mot sin man i flera år. Hon försvarade till och med honom när han arresterades 1995 för sexuell uppmaning i Los Angeles. Under denna tid beskyllde Buttafuoco konsekvent andra, till exempel Fisher, istället för sin man. Hon lämnade så småningom skilsmässopapper i Ventura County Superior Court den 3 februari 2003.
År 2006 genomgick Buttafuoco en ansiktsoperation med ansiktsplastikkirurgen Babak Azizzadeh, med statisk ansiktssuspension, ansiktslyftning och ögonlyft. Dessa operationer återställde balansen och gav henne tillbaka sin förmåga att le. Nästa operation var för att bredda öronkanalen, vilket förbättrade hennes hörsel och förhindrade framtida infektioner. Hon genomgick också fysioterapi för att stärka ansiktsmusklerna, vilket hon förklarade i ett utseende på The Oprah Winfrey Show. Buttafuoco är fortfarande förlamad på ena sidan av ansiktet och döv på det ena örat.
Buttafuoco har två barn; Paul Buttafuoco och Jessica Buttafuoco. 2012 gifte sig Buttafuoco med Stu Tendler i Las Vegas. Tendler dog 2018 av cancer.

## Karriär
Sexton år efter incidenten skrev Buttafuoco en bok som berättade sin historia, Getting It Through My Thick Skull: Why I Stayed, What I Learned, and What Millions of People Involved with Sociopaths Need to Know. Hon inspirerades att skriva boken efter att hennes son hänvisade till sin exman som en sociopat. Genom att inte veta vad ordet betydde, såg hon upp det och fick en insikt som ledde till att hon berättade sin berättelse för allmänheten. Bokens titel kommer från ett ordspråk som hennes mamma ofta använde till henne, "när ska du få in det i din tjocka skalle?" Memoarerna beskriver hennes liv, och fokuserar inte bara på skjutningen. Hon beskriver hur hon kände sig manipulerad för att bo hos en person som var en sociopat. Booklist kallade boken "konstigt fängslande" och sa att "Läsarna kommer att vilja veta - varför stannade hon hos honom?"
Buttafuoco har använt sin historia för att öka medvetenheten om ansiktsförlamning.